# Veladíez
Veladíez es un despoblado español situado en el término municipal de Espirdo, en la provincia de Segovia, comunidad autónoma de Castilla y León.

## Geografía

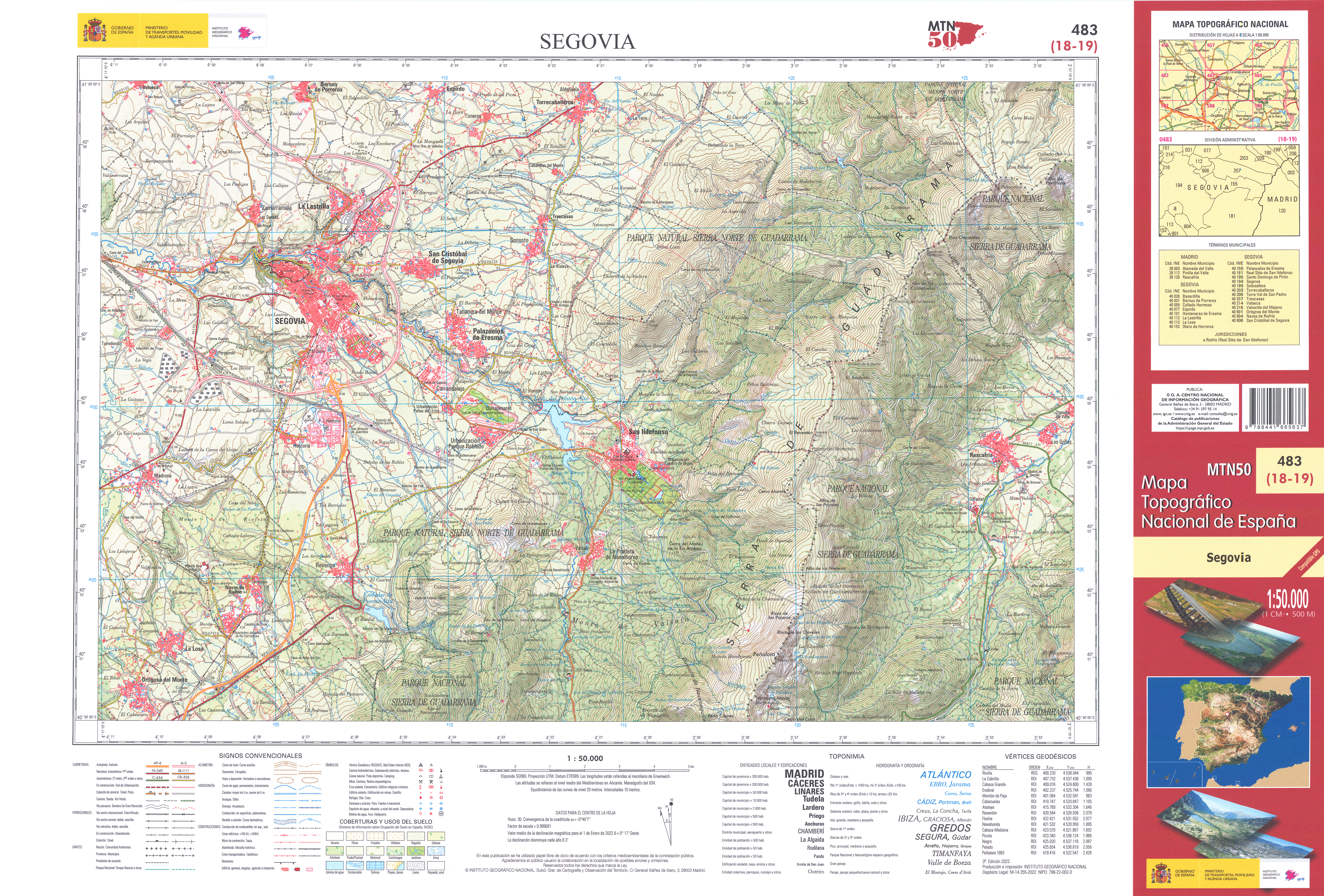
Fragmento 0483 de la hoja 483 del Mapa Topográfico Nacional de España (2022), se representa la zona donde se ubicó Veladíez

Se sitúa 1400 m al suroeste del núcleo de Espirdo, en un altozano mirador de toda la zona, a la exacta misma distancia entre esta localidad y El Sotillo (La Lastrilla) camino de Segovia, situada a 3,1 km. El entorno es bordeado por la carretera SG-V-2221, en la que finaliza la Cañada de Veladíez, vía pecuaria que conecta el despoblado con el vecino Trescasas.

## Historia
Sabemos por los restos arqueológicos que población existía desde al menos tiempos visigodos. La primera excavación data de 1944 por parte de Molinero Pérez, de la que se conservan al menos 51 sepulturas y objetos como anillos, fíbulas, brazaletes o collares de la época. A la evidencia material de que se trató de un núcleo destacable en la época se suma la tradición oral que apunta al enterramiento del rey visigodo Witerico, junto con sus pertenencias, en el entorno de Espirdo.
Tras la Reconquista, la Comunidad de Ciudad y Tierra de Segovia dio un nuevo impulso organizativo y poblacional a toda la zona, quedando encuadrado esta aldea desde entonces en el Sexmo de San Lorenzo.
La primera vez que se conoce una mención de Vela Diaz con este nombre esta población corresponde a un documento eclesiástico escrito del Archivo Catedralicio de Segovia, este data del 1 de junio de 1247, como consecuencia de las relaciones de préstamo efectuadas por la mesa episcopal y por la de los canónigos a los colonos que trabajan las tierras propiedad de la Iglesia.

## Cultura

### Patrimonio

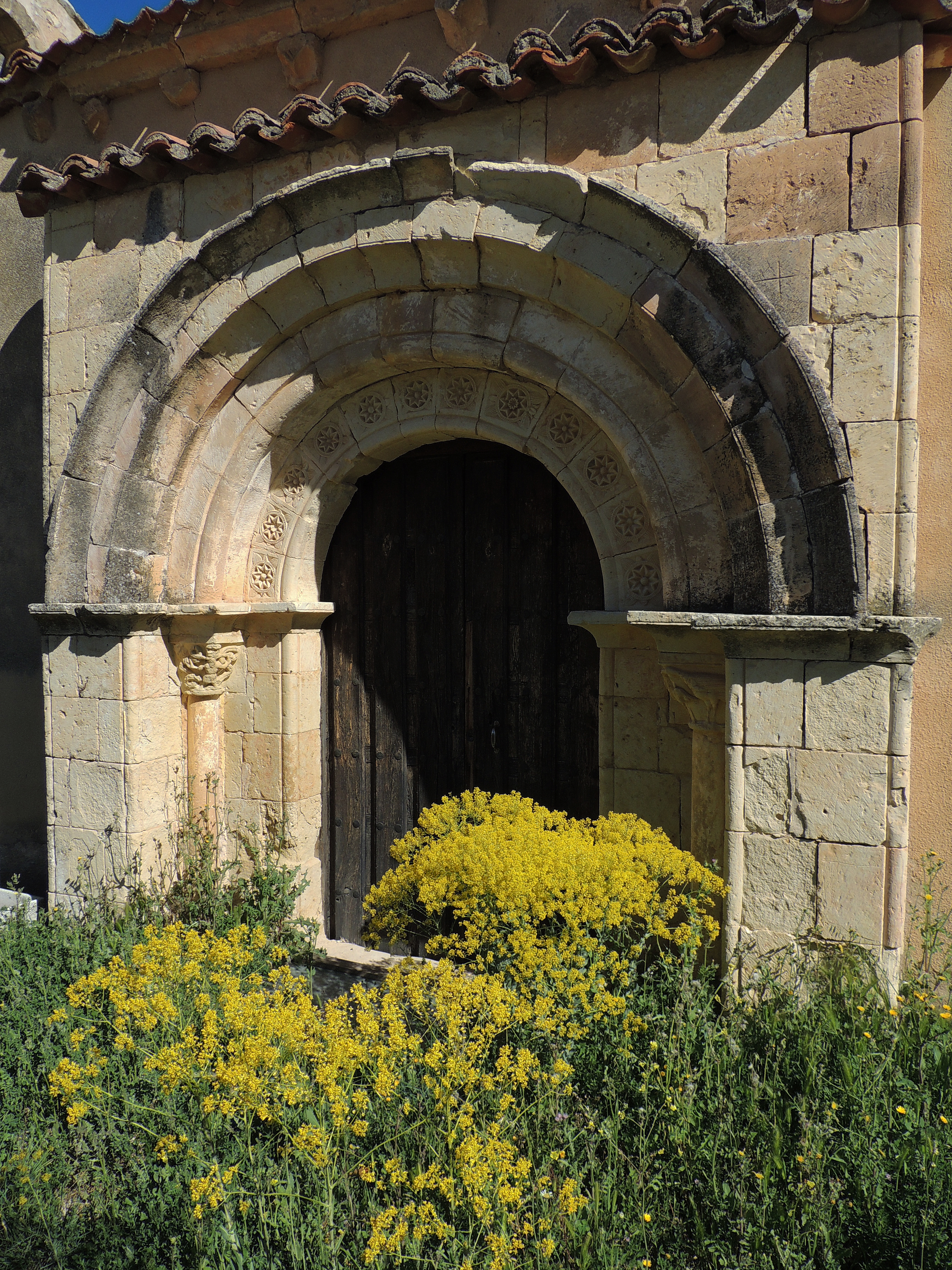
Pórtico del templo

- La Ermita de Nuestra Señora de Veladíez. Un edificio románico de una nave en buen estado de conservación. Cuenta con un ventanal abocinado al oeste y una cornisa de canecillos al norte, destaca también su pórtico con arco de medio punto y una característica espadaña de dos campanas.
- Cañada de Veladíez, vía pecuaria de origen medieval que conecta con Trescasas.
- Yacimiento arqueológico de época visigoda, con al menos 51 sepulturas y objetos como anillos, fíbulas, brazaletes o collares de la época.[5][6][7]

### Fiestas
- Nuestra Señora de Veladíez, primer domingo de mayo, incluye una romería.[8][9]

### Leyendas
- Leyenda de las tres hermanas. Esto era un rey que tenía tres hijas: la Virgen de Hornuez (Moral de Hornuez), la del Henar (Cuéllar) y la de Hontanares de Eresma[10] a cada cual más guapa y que se querían tanto que no podían pasar sin verse. Sin embargo, cuando estaban juntas tampoco podían dejar de regañar entre ellas así que el padre, aburrido de oírlas andar a la graña a todas horas, buscaba el modo de poner remedio a tan desesperante situación. Y fue estando en esas cuando se le ocurrió construir tres casas en lo alto de tres cerros bastante alejados entre sí; cuando estuvieron construidas encerró en cada una de ellas a una de sus hijas, que así podían verse sin pelear. Los lugares elegidos fueron unos cerros de Espirdo, Basardilla y Collado Hermoso, donde están las ermitas de Veladíez, Pedernal y la Sierra.[11]